# 埃克莱尔
埃克莱尔（法語：Éclaires，法語發音：[eklɛʁ]）是法国马恩省的一个市镇，属于香槟沙隆区。

## 地理
埃克莱尔（49°0'0"N, 5°0'7"E）面积10.96 平方千米，位于法国大東部大區马恩省，该省份为法国东北部内陆省份，北起阿登省，西北接埃纳省，西南接塞纳-马恩省，南至奥布省，东南接上马恩省，东临默兹省。
与埃克莱尔接壤的市镇（或旧市镇、城区）包括：莱沙尔蒙图瓦、勒舍曼、阿戈讷地区博略、布里佐、阿戈讷地区帕萨旺、旧当皮埃尔、阿戈讷地区瑟伊。

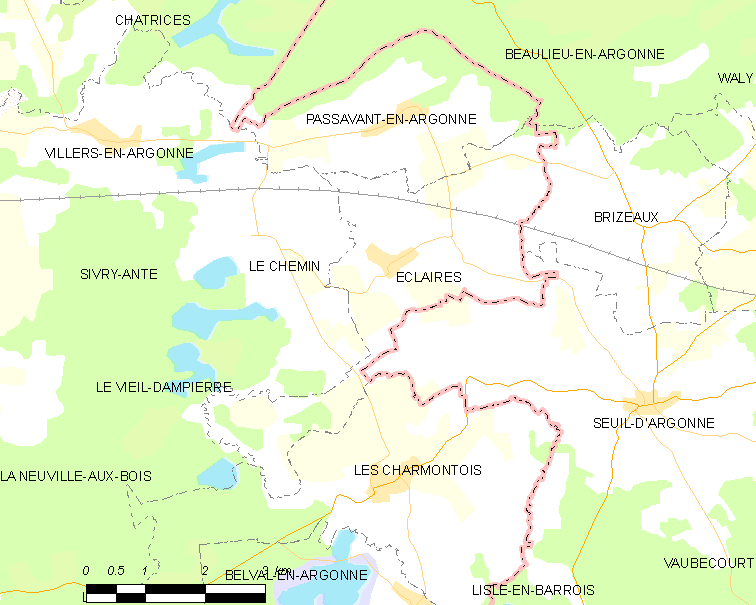
埃克莱尔的OSM定位图

埃克莱尔的时区为UTC+01:00、UTC+02:00（夏令时）。

## 行政
埃克莱尔的邮政编码为51800，INSEE市镇编码为51222。

## 政治
埃克莱尔所属的省级选区为阿戈讷-叙普-韦勒县。

## 人口

1962-2008年间埃克莱尔人口变化图示

埃克莱尔于2022年1月1日时的人口数量为86人。